# Estação Ferroviária de Azinheira dos Barros
A estação ferroviária de Azinheira dos Barros uma interface de carga da Linha do Sul, situada junto à localidade de Azinheira dos Barros, no concelho de Grândola, em Portugal.

## História
Esta interface situa-se no segmento da Linha do Sul (então chamada Linha do Vale do Sado) entre Lousal e Grândola que entrou ao serviço em 20 de Setembro de 1916. Um apeadeiro com nome idêntico situado ao PK 121+535 funcionou desde então até 2011; em 2014, no âmbito de extensas obras de retificação do traçado, a nova estação foi criada com esse nome, ficando o apeadeiro desativado a chamar-se de Azinheira dos Barros - A.